# ليلى أحمد
ليلى أحمد كاتبة مصرية أمريكية ولدت عام 1940 تكتب حول مواضيع متعلقة بالعلوم الإسلامية والدراسات النسوية في الإسلام. ثم أصبحت أول استاذة في الدراسات النسوية في الدين في جامعة هارفارد عام 1999. وقد شغلت منصب الأستاذ (فيكتور توماس) منذ عام 2003. وفي عام 2013، حازت على جائزة جراومير في العلوم الدينية من جامعة لويسفيل على تحليلها لقضية «الحجاب» عند النساء المسلمات في الولايات المتحدة الأمريكية.

## السيرة الذاتية
ولدت عام 1940 في منطقة هليوبوليس في القاهرة حيث كان ينتمى والدها للطبقة المتوسطة في مصر، أما والدتها فكانت من الطبقة العليا التركية. وهكذا فقد تشكلت طفولتها ما بين القيم المصرية الإسلامية والاتجاهات الليبرالية الأرستقراطية التي وُجدَت في الدولة المصرية آنذاك. وبعد ما أطاحت حركة الضباط الأحرار بحكم آخر ملوك مصر عام 1952، تغيرت حياة عائلة ليلى بشكل ملحوظ مع الوسط المحيط بهم. حيث كان والدها - والذي كان يعمل كمهندس مدني- معارضاً لفكرة تأسيس (جمال عبد الناصر) للسد العالي بأسوان بسبب بعض الظروف البيئية، مما أثار حفيظة النظام الحاكم لمدة سنوات. وكان لذلك تأثير سيء على العائلة.
حصلت ليلى على درجة الدكتوراه من جامعة كامبريدج في الستينيات وهذا قبل أن تنتقل إلى الولايات المتحدة الأمريكية لتقوم بالتدريس والكتابة. وهناك تقلدت منصب أستاذ للدراسات النسائية والدراسات الشرقية المتقاربة في جامعة ماساتشوستس بأمهرست عام 1981. ثم أصبحت أستاذ في الدراسات النسائية والعلوم الدينية بكلية اللاهوت بجامعة هارفارد عام 1999 حيث تقوم بالتدريس فيها الآن.

## الحياة المهنية

### ممر جانبي (1999)
و في مذاكراتها التي كتبتها عام 1999 بعنوان (الممر الجانبي)، تصف ليلى طفولتها متعددة الثقافات وفترة الرشد (الشباب) التي قضتها وهي مغتربة ومهاجرة في أوروبا والولايات المتحدة. وهي تحكي أيضا كيف تعرفت على الاسلام عن طريق جدتها خلال فترة الطفولة. ونتيجة لذلك أصبح لديها القدرة على التفريق بينه (الإسلام) و «الإسلام الرسمي» الذي كان يمارسه صفوة رجال الدين ويوعظون به.
.و هذا الأدراك هو الذي سيشكل فيما بعد حجر الأساس لكتابها الأول – تحت عنوان (المرأة والنوع في الأسلام)عام 1992 - الذي لقى استحسان الكثيرين.و يعد هذا الكتاب عملا ابداعيا عن التاريخ الأسلامى، الاسلام النسوي، والدور التاريخي للمرأة في الأسلام.
تتحدث ليلى أيضا عن تجربتها في أوروبا والولايات المتحدة كواحدة ممن حفلت حياتهم بالتوتر والاضطراب بسبب محاولاتها أن توفق بين هويتها المصرية المسلمة والقيم الغربية. وقد واجهت التمييز العنصري والتعصب ضد المسلمين. وبعد أن قامت بتحطيم الفكر الذكوري في ثقافة بلدها، راحت تزيل الخرافات والأوهام التي يحملها الغرب عن الإسلام والمرأة المسلمة. في يومنا هذا، تُعد ليلى هي الأشهر في هذا المجال نظرا لعملها الرائد في نظرة الإسلام للمرأة ووضعها التاريخي والاجتماعي في العالم الاسلامي.
و قد كانت ليلى ناقدة قوية للقومية العربية في مصر والشرق الأوسط. وقد خصصت فصلا كاملا من مذاكراتها لقضية القومية العربية، والعوامل والجهود السياسية التي بُذلت لتكوين هوية عربية لمصر بعد ثورة 1952. ووفقاً لأبحاث ليلى، فكرة أن المصريين هم في الأصل «عرب» لم تكن شائعة فعليا حتى القرن العشرين. فهي تصف القومية العربية -كغيرها من أشكال القومية الشاملة- على أنه نوع من الإمبريالية الثقافية. وهذه الإمبريالية تلتهم التنوع والأبداع الثقافي ليس فقط للأغلبية القومية الناطقة بالعربية (الذين كثيرا ما يتحدثون باللهجات العامية المختلفة)، ولكن أيضا للأقلية من غير الناطقين بالعربية عبر الشرق الأوسط وشمال أفريقيا.

### المرأة والنوع في الإسلام (1992)
في عملها الأبداعي (المرأة والنوع في الإسلام) عام 1992، تبرهن ليلى أن الممارسات الظالمة التي تتعرض لها المرأة في الشرق الأوسط سببها ليس لاسلام نفسه ولكن انتشار التفسيرات السلطوية المنسوبة للإسلام. وهي تصر على أن مع نهوض الإسلام، نشأ صوتان متفاوتان في الدين:
1. 1. الهيكل الأخلاقي الذي يدعو إلى المساواة الأخلاقية والروحية لجميع البشر.
2. 2. الهيكل التدريجي كقاعدة لعلاقات الرجل والمرأة، تدرج على أساس الجنس / النوع.[4]

تطورت العقيدة الإسلامية داخل مجتمع ذكوري كاره للمرأة في العراق في العصر العباسي حيث حافظوا على العادات التي تم توارثوها بشكل كبير من الإمبراطورية الساسانية بعد غزوها.
وأكد هذا المجتمع وأضفى النزعة النظامية على الأصوات الطبقية الجنسية وقام بإسكات أصوات المساواة والعدالة. ثم جاء الإسلام كدين وأصبح خطابا للنخبة المهيمنة سياسيا أي المجتمع الذكوري. كانت هناك بوادر لمقاومة تأسيس الدولة الإسلامية، على سبيل المثال: فكر الصوفيين والقرامطة، الفلاسفة مثل ابن العربي، والآراء اللليبرالية للأفراد والعائلات القوية تجاه بناتهم فيما يتعلق بقضايا الزواج والتعليم؛ على سبيل المثال: فرض الزواج الأحادى (الزواج بامرأة واحدة) في نص عقود الزواج وآخرا لتوفير التعليم الخاص)
على الرغم من هذه المقاومة، فقد واجه إنشاء الدولة الإسلامية القليل من التحديات الحقيقية حتى أوائل القرن التاسع عشر قرب زحف الاستعمار. إن هدف المستعمرين الأوروبيين كان بالأساس اقتصاديا ولكن تم استغلال فكرة تحرير المرأة كحجة للتوغل الجغرافي السياسي الشرعي فقد كانت الحركة النسوية الاستعمارية تمثل الخطاب الغربي للهيمنة والتي " قدمت التصور بأن هناك علاقة جذرية تربط بين القضايا الثقافية وأحوال المرأة، وأن تقدم المرأة لا يمكن أن يتحقق إلا بالتخلى عن الثقافة المحلية.
بالطبع، كان أول رد فعل لهذا هو رفض القيم الغربية من قبل الإسلاميين السياسييين. وقد شهد هذا الرفض المزج بين الإسلام والثقافة حيث أصبح جوهر الإسلام يتم تعريفه على أنه بعض الحقائق الثقافية وخاصة دور المرأة في الإسلام. وقد أدى ذلك إلى التأكيد على التقاليد الأصلية المتعلقة بالمرأة واستعادة أعراف وقوانين المجتمعات الإسلامية الماضية. كان الافتراض الأساسي أن هناك تفسيرا جوهريا للإسلام يقوم على أساس النصوص والمؤسسات التي تطورت في العراق أيام الدولة العباسية. ووفقا لهذه الافتراضات، فإن النوع والمنصب في الإسلام يعني أشياء محققة لا لبس فيها في بعض الآراء الدقيقة والمطلقة.
بسبب ردود الفعل الأولية تلك، جادلت الباحثات المسلمات أن القيم التي ظهرت في العراق في العصر العباسي لم تكن تابعة للإسلام ولكنها بالفعل كانت مختصة بالناس والثقافة في زمن معين. إن النصوص والمؤسسات الإسلامية يجب أن يتم فصلها عن الثقافة السلطوية وأن يعاد النظر فيها وفقا للفضائل وسماع أصوات المساواة والحرية. في الخاتمة انتهت ليلى إلى ضرورة حث النسائيين (المؤمنين بمساواة الجنسين) - سواء كانوا مسلمين أو من الغرب- على القيام بهذه المهمة من خلال الاصطدام بشكل حاسم مع التحديات والقدرة على إعادة تعريف التراث الديني والثقافي المتنوع في منطقة الشرق الأوسط.

### انبعاث الحجاب من الشرق الأوسط لأمريكا.. ثورة هادئة
قالت الباحثة المصرية في كتابها انبعاث الحجاب من الشرق الأوسط لأمريكا.. ثورة هادئة، الذي صدر عام 2011 عن جامعة يال الأمريكية، إنها تتذكر أمسية خاصة بعد انتقالها إلي كامبريدج ببضعة شهور، تتذكرها كلحظة مؤسسة لهذا الكتاب. فبعد عشاء مع صديقة زائرة من العالم العربي وهي أيضا نسوية شهيرة ذات خلفية إسلامية، سوف أطلق عليها اسم عائشة، كنا نسير بتراخ عائدتين إلي فندقها وتوقفنا أمام زحام بشر كانوا يحتفلون بمناسبة ما وإذ بكل النساء محجبات، كان ذلك في نهاية التسعينيات ولم يكن الحجاب منتشرًا كما هو الآن في أمريكا، وكانت هذه هي المرة الأولي التي أرى فيها مشهدًا كهذا في الولايات المتحدة.
يُناقش الكتاب من خلال جزئين تاريخ الحجاب في مصر وفي أمريكا والمتغيرات التي صاحبت ميول المرأة المسلمة لارتدائه أو خلعه. وتُدافع الكاتبة فيه عبر 361 صفحة عن موقفها القائل بأن الحجاب ليس فقط تعبير عن التزام وعفة المرأة المسلمة، ولكن هو أيضًا رمز ذو دلالة قوية على تميز المرأة المسلمة وارتباطها الوثيق بهويتها وانتمائها. في الجزء الأول، وقبل الخوض في مناقشة تداعيات انتشار الإسلام والحجاب في أمريكا مع بداية القرن الواحد والعشرين، ترصد أحمد في ثماني فصول الأحداث التي تداخلت من أجل رسم منحنى تراجع أو ارتفاع نسبة الالتزام بالإسلام وارتداء الحجاب في مصر منذ بداية القرن العشرين. فيما يُقدم الفصل الثاني من الكتاب نظرة على أهم الأحداث السياسية والاجتماعية في مصر بين 1920 و1960 وكيف أفسحت المجال لعودة الإسلام أو ما يُعرف بالصحوة الإسلامية في العالم العربي، حيث تم ذلك في ظل مخاض الاستقلال وعدم الاستقرار السياسي بين قُطبي الاشتراكية والرأسمالية، ثم التفاعل مع القضية الفلسطينية 1948، وأيضا دخول حركة الإخوان المسلمين كعامل أساسي مؤثر في السياسة والمجتمع. حيث أدت كل هذه الحقبة إلى التنوع والغموض في مسألة لبس الحجاب وشكله ودلالاته والطبقات الاجتماعية التي ترتديه.

## أعمالها الأدبية والفنية

### الكتب وفصول الكتب
- إدوارد لين: دراسة حول حياته وأعماله والفكر البريطاني للشرق الأوسط في القرن التاسع عشر.
- لندن: لونج مان Longman(1978)
- «الأحتفالات التقليدية في الأطار الأسلامي في ماليزيا»، المرأة المسلمة (1984)
- «بين عالمين: تكوين شخصيات نسائية مصرية في القرن الحديث»، في الحياة/ الخطوط: وضع نظريات لكتابة السير الذاتية للنساء.
- «النساء العرب: 1995»، في العقد العربي القادم: المستقبل البديل (1988)
- «الحركة النسوية (مساواة الجنسين) وتحقيق التبادل الثقافي: أحكام الخطاب في الأسلام»
- تفصيلا لهذه الأحكام: الحركة النسوية، النظرية والسياسة. إليزابيث ويد. نيويورك: روتليدج. (1989)
- " المرأة والنوع في الإسلام: الجذور التاريخية للجدل الحديث. جريدة الملاذ الجديد New Haven : صحافة جامعة (ييل) (1992).
- ممر جانبي (حدودي): من القاهرة إلى أمريكا – رحلة أمرأة. نيويورك: فرار ستراوس وجيروكس (1999)
- ثورة هادئة: نهضة الحجاب الأسلامي من الشرق الأوسط حتى أمريكا. جريدة الملاذ الجديد New Haven : صحافة جامعة (ييل) (2011).

### المقالات
- «المرأة في عصر نهوض الإسلام.» الأصوات الجديدة للإسلام. إعادة التفكير في السياسة والحداثة: القارئ د.مهران كامرافا. بيركيلاي، صحافة جامعة كاليفورنيا، 2006. 177-200
- «الحوار عن الحجاب». ما بعد المستعمرين. مقتطفات من النظرية الثقافية والنقد. قام بتحريره جوراف ديساي وسبريا ناير. نيو برونسويك. صحافة جامعة (روتجرز) (2005) 315-338
- الجدل حول الحجاب مرة آخرى: نظرة من أمريكا في أوائل القرن الواحد والعشرين ". تحويل الأرض: النساء المسلمات في عصر العولمة. . قام بتحريره فرشتيه نورال-سيمون. نيويورك: الصحافة النسوية في جامعة نيويورك، 2005.
- «النوع والأدب في الإسلام». لاشئ مقدس: استجابة النساء للتعصب الديني والإرهاب. قام بتحريره بيتسي ريد. نيويورك: صحافة ثاندر براود / كتب الأمة، 2002.
- «المرأة في الإسلام». الانتقال 83 (2000): 78-97
- «الإسلام المبكر ووضع المرأة: مشكلة الترجمة الفورية». النساء في تاريخ الشرق الأوسط: تغير الحدود في الجنس والنوع. قام بتحريره نيكي ر. كيدي وبيث بارون. الملاذ الجديد: صحافة جامعة يال، 1993.
- «الثقافة العربية وأجساد النساء الكاتبات» مواضيع النوع 9.1 (1 مارس 1989): 41- 55
- «المرأة ودخول الإسلام» العلامات 11.4 (صيف 1986): 665-691
- الحركات النسوية في الشرق الأوسط، الاكتشافات المبكرة: تركيا، مصر، الجزائر وجمهورية اليمن الديموقراطية. " المرأة والإسلام. قام بتحريره إلين سكينر. فيرجينيا: صحافة بيرجامون. 1982. 153
- «العرقية الغربية وتوصرات (مفهوم)الحريم.» الدراسات النسائية 8.3 (خريف 1982): 521-534.
- أحمد، ليلى، كريشنا أهوجا باتيل، شارلوت بانش، نيلوفير كاجاتاي، أورسولا فانك، دافنا ازرائيلي، مارجريت ماكلنوتش، هيلين صافا وألين وونج. «تعليقات على وجهة نظر متجول عن النظرة النسوية في كوبنهاجن». علامات 6.4 (صيف 1981): 771-790.
- «مواجهة مع النسوية الأمريكية: المؤتمران في عيون المرأة المسلمة». دراسات النساء في الرسالة الإخبارية 8.3 (صيف 1980): 7-9.

### الأفلام
- ليلى هي التي رشحت البرنامج التليفزيوني الوثائقي محمد : تراث نبي (2000)، والذي أنتجته مؤسسة الإنتاج البرامجي المشترك Unity Productions للفوز بجائزة.